# Vera Anisimova
Pour les articles homonymes, voir Anissimov.
Vera Vasilievna Anisimova (russe : Вера Васильевна Анисимова, Vera Vassilievna Anissimova) (née le 25 mai 1952 à Moscou) est une athlète soviétique, spécialiste du 100 mètres.

## Biographie
Vera Anisimova a obtenu deux médailles en relais 4 × 100 mètres lors des Jeux olympiques.
Sa meilleure performance sur 100 mètres est de 11" 24, temps réalisé en 1980.

## Palmarès

### Jeux olympiques
- Jeux olympiques d'été de 1976 à Montréal (Canada)
  -  Médaille de bronze en relais 4 × 100 mètres
- Jeux olympiques d'été de 1980 à Moscou (URSS)
  -  Médaille d'argent en relais 4 × 100 mètres

### Championnats d'Europe d'athlétisme
- Championnats d'Europe d'athlétisme de 1978 à Prague (République tchèque)
  -  Médaille d'or en relais 4 × 100 m